# Jhon Fredy Miranda
Jhon Fredy Miranda Rada (Ciénaga, Colombia, 7 de marzo de 1997) es un futbolista colombiano. Juega de delantero

## Clubes
| Club                     | País     | Año         | PJ | Goles |
| ------------------------ | -------- | ----------- | -- | ----- |
| Santa Fe                 | Colombia | 2013 - 2015 | 28 | 2     |
| Chievo Verona            | Italia   | 2016        | 0  | 0     |
| Cúcuta Deportivo         | Colombia | 2017        | 35 | 3     |
| Unión Magdalena          | Colombia | 2018        | 20 | 0     |
| Santa Fe                 | Colombia | 2019        | 9  | 0     |
| Patriotas Boyacá         | Colombia | 2020 - 2021 | 18 | 2     |
| Hrvatski Dragovoljac     | Croacia  | 2021        | 0  | 0     |
| Águilas Doradas Rionegro | Colombia | 2021 - 2022 | 17 | 2     |
| Tampico Madero           | México   | 2022        | 13 | 4     |

## Palmarés

### Copas nacionales
| Título                | Club     | País     | Año  |
| --------------------- | -------- | -------- | ---- |
| Torneo Finalización   | Santa Fe | Colombia | 2014 |
| Superliga de Colombia | Santa Fe | Colombia | 2015 |

### Copas internacionales
| Título            | Club     | País     | Año  |
| ----------------- | -------- | -------- | ---- |
| Copa Sudamericana | Santa Fe | Colombia | 2015 |